# Sieroctwo

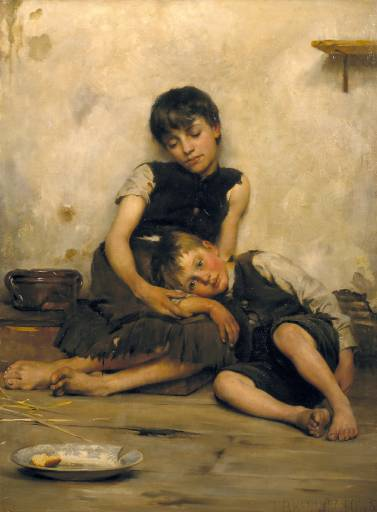
Sieroty - obraz autorstwa Thomasa Kenningtona, 1885.

Sieroctwo – fakt nieposiadania przez kogoś obojga rodziców (sierota zupełna) lub jednego rodzica (półsierota), braku innych opiekunów (odpowiedzialnych za wychowanie) bądź w ogóle jakichkolwiek krewnych. Sierota to osoba niemająca wymienionych członków rodziny. Brak tych osób może być dosłowny (śmierć, porzucenie, trwały pobyt z dala od siebie) bądź dorozumiany (brak zainteresowania, odebranie praw do opieki, wychowywanie przez inne osoby).
Sierota może być wychowywana przez pozostałych przy życiu członków rodziny, a w ich braku w domu dziecka lub w rodzinie zastępczej.
Sierotą potocznie nazywa się także osobę, która nie ma oparcia i pomocy u rodziny i znajomych, jest opuszczona przez innych, osamotniona. Potocznie to także osoba, która nie radzi sobie z problemami w życiu.